# Heidi Rohi
Heidi Rohi, née le 25 mai 1966 à Haapsalu, est une escrimeuse estonienne. Son arme de compétition est l'épée.

## Palmarès
- Championnats du monde d'escrime
  -  Médaille d'argent par équipes aux championnats du monde d'escrime 2002 à Lisbonne
  -  Médaille de bronze par équipes aux championnats du monde d'escrime 1995 à La Haye

- Championnats d'Europe d'escrime
  -  Médaille d'argent par équipes aux championnats d'Europe d'escrime 2003 à Bourges
  -  Médaille de bronze aux championnats d'Europe d'escrime 2001 à Coblence